# Ansud
Ansud (fl. XXV secolo a.C.) è stato il terzo re della seconda dinastia della città di Mari, importante snodo commerciale fra la Mesopotamia e l'Asia minore..
Ansud (anche letto: Ianupu, Yanup', Anubu, Gansud, Anusu e Hanusum) fu il terzo sovrano della seconda dinastia della città di Mari. Ansud è conosciuto per la sua guerra contro la città di Ebla da una lettera scritta da un successivo re mariota Enna-Dagan. Regnò circa dal 2423 al 2416 a.C..

## Regno

### Identità
Una giara scoperta a Mari, inviata in dono da Mesannepada di Ur, registra il nome del re "Hanusum" (Gansud) di Mari. La lettera di Enna-Dagan è estremamente difficile da leggere ed interpretare e la parola "Sa'umu" appare in tre passaggi. Nel secondo e terzo passaggio la parola si riferisce al successore di Ansud cioè Sa'umu. Nel primo passaggio, però, "Sa'umu" è stato letto, in un primo tempo, come verbo da Giovanni Pettinato e successivamente come Anudu. Alfonso Archi giunse alla conclusione che questa parola era, non un verbo, ma il nome personale di un re e la lesse come Anubu, motivato dalla registrazione di una dinastia di Mari nella lista reale sumerica e di un re Anbu come primo monarca. Comunque la scoperta di una tavoletta intatta con i nomi della dinastia mariota, che registrava nomi diversi dai monarchi del secondo regno, eliminò la necessità dell'ipotesi di Archi In accordo con Michael Astour, il nome è Anusu (Ansud) e può essere correlato con il re Hanusum.

### Campagne
Nella lettera di Enna-Dagan, si ricorda che Ansud sconfisse numerose città vassale di Ebla come Aburu, Ilgi nel territorio del Belan. Si ricorda anche che Ansud lasciò rovine sulle montagne del Labanan, identificato da Pettinato con il Libano. Questa identificazione geografica è stata però considerata impossibile da Astour.